# Mesothisa ozola
Mesothisa ozola är en fjärilsart som beskrevs av Louis Beethoven Prout 1926. Mesothisa ozola ingår i släktet Mesothisa och familjen mätare. Inga underarter finns listade i Catalogue of Life.